# Camsell Portage (Saskatchewan)
Camsell Portage je malá osada s 50 obyvateli nacházející se na březích jezera Athabasca. Camsell je jednou z mála zbývajících obcí letecky obsluhovaných školským úřadem. V zimě mohou místní usedlíci cestovat do Uranium City sněžnou rolbou. 
V osadě stojí roubený kostel. Přestože je obec vzdálená a nepřístupná, má k dispozici satelitní připojení televize a internetové služby.